# Атанасій Нос
Атана́сій Нос (пол. Βiskup Atanazy, світське: Мирослав Нос, пол. Mirosław Nos; нар. 27 листопада 1968 Стара-Луплянка, гміна Міхалово, Польща) — архієрей Православної церкви Польщі; єпископ Лодзинський і Познанський (з 2017).

## Біографія
1988 — закінчив сільськогосподарський технікум в Міхалово. Вступив до Варшавської вищої православної духовної семінарії.
1991 — направлений для навчання в Свято-Тихонівську духовну семінарію, розташовану в Тихонівському монастирі в Саут-Кейнані (штат Пенсільванія, США), яку закінчив в травні 1995 року зі ступенем магістра богослов'я (master of divinity).
1996 — вступив послушником в Яблочинський монастир. 27 березня того ж року єпископом Люблінським і Холмським Авелем (Поплавським) був пострижений в рясофор і висвячений в сан диякона. 27 серпня того ж року прийняв чернецтво з ім'ям на честь преподобномученика Атанасія Брестського. 1 вересня того ж року єпископом Люблінським і Холмським Авелем (Поплавським) був висвячений в сан ієромонаха.
З 1997 по 1999 — навчався як стипендіат у богословському інституті Афінського університету.
Після повернення до Польщі, 4 травня 1999 митрополитом Варшавським Саввою призначений духівником і благочинним Яблочинського монастиря .
2000 нострифікував свій іноземний диплом, захистивши магістерську дисертацію в Християнській богословській академії у Варшаві на тему «Проблема релігійної терпимості на Підляшші у Другій Речі Посполитій».
15 січня 2007 — призначений намісником монастиря і настоятелем приходу (парохом) при обителі.
28 березня 2011 — рішенням Архієрейського Собору Польської Церкви був призначений благочинним монастирів Православної церкви Польщі:
|  | «З чоловічих монастирів перший за значимістю, звичайно, наш Яблочинський монастир, другий - Пресвятої Діви Марії в Супраслі, потім монастир Кирила і Мефодія в Уйковіцах, недалеко від Перемишля, монастир святого Димитрія Солунського в Саках; також скити: преподобного Серафіма Саровського в Костомлотах і Покрова Божої Матері у Висове-Здруй. Жіночі монастирі: Свята Гора Грабарка, монастир Різдва Богородиці в Зверках, монастир Успіння Божої Матері у Войнові, Покровський монастир в Турковичах і скит в Залешанах. Таким чином, чоловічих монастирів - шість, а жіночих - п'ять» |

## Архієрейство
24 серпня 2017 Священним Синодом Православної церкви Польщі був обраний для висвячення в сан єпископа Лодзінського і Познанського.
24 вересня 2017 року в кафедральному соборі святої рівноапостольної Марії Магдалини у Варшаві хіротонізований в сан єпископа Лодзинського і Познанського. Хіротонію здійснили: митрополит Варшавський і всієї Польщі Савва Грицуняк, митрополит Астанайський і Казахстанський Олександр Могильов, архієпископ Люблінський і Холмський Авель Поплавський, архієпископ Верейський Євген Решетніков, архієпископ Білостоцький і Гданський Яків (Костючук), архієпископ Вроцлавський і Щецінський Георгій Паньковський, єпископ Перемишльський і Горлицький Паїсій Мартинюк і єпископ Супрасльский Григорій Харкевич.